# Great Walsingham
Great Walsingham – wieś w Anglii, w Norfolk. W 1961 wieś liczyła 554 mieszkańców.